# Гумилий из Бизиньяно
Святой Гумилий из Бизиньяно (Умиле да Бизиньяно; итал. Umile da Bisignano), в миру Лука́ Анто́ний Пироццо (итал. Luca Antonio Pirozzo, 26 августа 1582, Бизиньяно, Калабрия — 26 ноября 1637, Бизиньяно, Калабрия) — итальянский францисканский монах, мистик и чудотворец.
Канонизирован папой Иоанном Павлом II в 2002 году.

## Биография
Родился 26 августа 1582 года в Бизиньяно, Калабрия в семье Джованни Пироццо и Джиневры Джардино. Был очень набожным ребёнком, часто молился, ежедневно посещал мессы и как можно чаще причащался. В возрасте восемнадцати лет решил вступить в религиозный орден, но присоединился к францисканцам лишь в 1609 году, когда ему было уже двадцать семь лет. Прошёл новициат в Мезораке, Кротоне, получил религиозное имя Гумилий и в сентябре 1610 года принёс монашеские обеты.
Известно, что Гумилий с детства испытывал религиозный экстаз. Братья всячески испытывали его, чтобы понять характер его мистерий. Несмотря на неграмотность, он мог ясно объяснить некоторые из самых сложных доктрин католической веры официальным лицам церкви, даже инквизитору. Известный своей мягкостью и простодушием, Гумилий заслужил большое уважение своих собратьев-монахов. Его даже вызывали в Рим, где он был советником папы Григория XV, а затем папы Урбана VIII. В этот период он жил в основном в монастыре Сан-Франческо-а-Рипа.
Гумилий вернулся в родной город много лет спустя, где и умер 26 ноября 1637 года в возрасте 55 лет.

## Почитание
Беатифицирован 29 января 1882 года папой Львом XIII и канонизирован 19 мая 2002 года папой Иоанном Павлом II.
День памяти — 27 ноября.